# As Time Goes By (Bryan Ferry)
As Time Goes By è il decimo album di Bryan Ferry, pubblicato nel 1999.
È composto di classici del jazz, dello swing e del genere crooner.

## Tracce
1. As Time Goes By (Herman Hupfeld) – 2:35
2. The Way You Look Tonight (Kern, Dorothy Fields) – 3:33
3. Easy Living (Ralph Rainger, Leo Robin) – 2:14
4. I'm in the Mood for Love (Jimmy McHugh, Fields) – 4:20
5. Where or When (Rodgers and Hart) – 3:20
6. When Somebody Thinks You're Wonderful (Harry Woods) – 3:00
7. Sweet and Lovely (Charles Daniels, Gus Arnheim, Harry Tobias) – 3:10
8. Miss Otis Regrets (Cole Porter) – 2:44
9. Time on My Hands (Vincent Youmans, Harold Adamson, Mack Gordon) – 3:01
10. Lover, Come Back to Me (Sigmund Romberg, Oscar Hammerstein) – 2:51
11. Falling in Love Again (Friedrich Hollander, Sammy Lerner) – 2:27
12. Love Me or Leave Me (Walter Donaldson, Gus Kahn) – 2:42
13. You Do Something to Me (Cole Porter) – 2:46
14. Just One of those Things (Cole Porter) – 2:44
15. September Song (Kurt Weill, Maxwell Anderson) – 3:00

## Formazione
- Bryan Ferry - voce, sintetizzatore
- Phil Manzanera - chitarra
- Colin Good - pianoforte
- Nils Solberg - chitarra
- Martin Wheatley - banjo
- Chris Laurence - basso
- Andy Newmark - batteria
- John Sutton - batteria
- Richard Jeffries - basso
- Paul Clarvis - batteria
- Frank Ricotti - percussioni
- Philip Dukes - viola
- Wilfred Gibson - violino
- Boguslaw Kostecki - violino
- Abraham Leborovich - violino
- David Woodcock - violino
- Gavyn Wright - violino
- Peter Lale - viola
- Anthony Pleeth - violoncello
- Enrico Tomasso - tromba
- Bob Hunt - trombone
- Malcolm Earle Smith - trombone
- Nicholas Bucknail - clarinetto
- Robert Fowler - clarinetto
- Timothy Lines - clarinetto
- David White - clarinetto
- Jim Tomlinson - clarinetto, sassofono alto
- Alan Barnes - clarinetto, sassofono tenore
- Anthony Pike - clarinetto basso
- Hugh Webb - arpa